# Emilia Edet
Emilia Edet (* 9. März 1946) ist eine ehemalige nigerianische Sprinterin, Hürdenläuferin und Weitspringerin.
1970 wurde sie bei den British Commonwealth Games in Edinburgh Zwölfte im Weitsprung und Achte in der 4-mal-100-Meter-Staffel. Über 100 m und über 100 m Hürden scheiterte sie im Vorlauf.
Bei den Olympischen Spielen 1972 in München kam sie über 100 m trotz persönliche Bestzeit von 12,06 s, über 100 m Hürden und in der 4-mal-100-Meter-Staffel nicht über die erste Runde hinaus.
1973 gewann sie bei den Afrikaspielen in Lagos Silber über 100 m Hürden mit ihrer persönlichen Bestzeit von 14,48 s.